# 가스파 노에
가스파 노에(Gaspar Noé, 1963년 12월 27일 ~ )는 아르헨티나의 영화 감독, 영화 각본가이다. 프랑스에 거주하며 활동 중이다. 화가 겸 작가인 루이스 펠리페 노에의 아들이다.

## 작품 목록
- Carne (1991; 단편)
- 아이 스탠드 얼로운 (1998)
- 돌이킬 수 없는 (2002)
- 엔터 더 보이드 (2009)
- 러브 (2015)
- 클라이맥스 (2018)
- 룩스 에테르나 (2019)
- 소용돌이 (2021)